# Agromyza serratimentula
Agromyza serratimentula este o specie de muște din genul Agromyza, familia Agromyzidae, descrisă de Mitsuhiro Sasakawa în anul 1992. Conform Catalogue of Life specia Agromyza serratimentula nu are subspecii cunoscute.